# Victor Noir

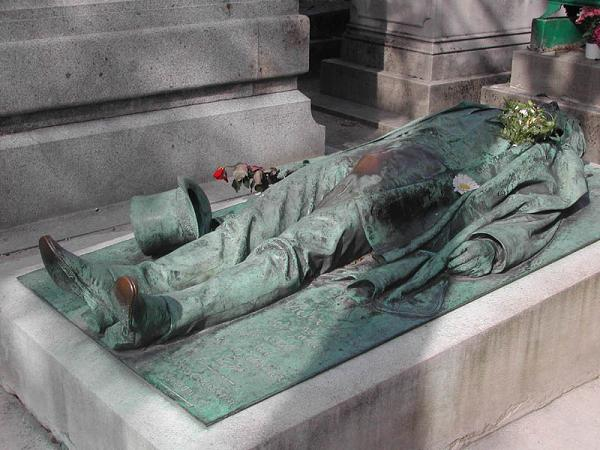
Tomba di Victor Noir

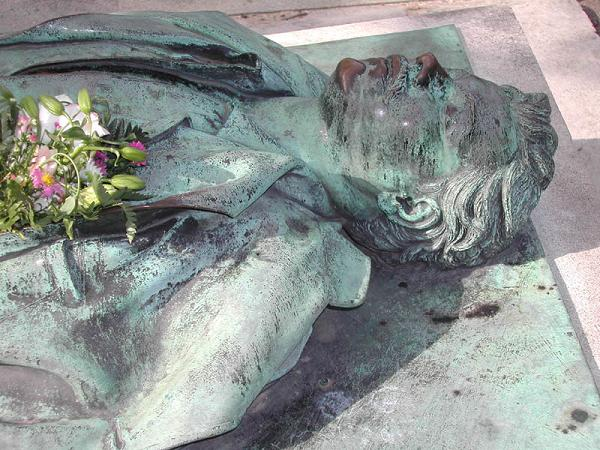
Particolare

Victor Noir, pseudonimo di Yvan Salmon (Attigny, 30 luglio 1848 – Parigi, 10 gennaio 1870), è stato un giornalista francese.

## Biografia
Yvan Salmon, nato ad Attigny, nei Vosgi, si trasferì a Parigi dove, con lo pseudonimo di Victor Noir lavorò come giornalista per il giornale La Marseillaise, diretto da Henri Rochefort. Nel maggio 1868 Noir fu redattore-capo del Pilori, un settimanale che aveva l'originalità di una stampa a caratteri rossi e al quale collaboravano, in particolare, Arthur Arnould, Alexis Bouvier, Louis Combes, Édouard Lockroy, Eugène Razoua e Jules Vallès.
Il 10 gennaio 1870, il giorno prima del suo matrimonio, Noir fu ucciso con un colpo di pistola dal principe Pierre Bonaparte, cugino dell'Imperatore Napoleone III: inviato dal giornale La Marseillaise presso Bonaparte, Noir aveva il compito di organizzare un duello tra quest'ultimo e il proprio caporedattore, che riteneva di essere stato ingiuriato dal principe, ma il messaggero fu ucciso da un colpo di pistola dell'impulsivo principe. Noir divenne per questo un simbolo del repubblicanesimo, e durante i suoi funerali del 12 gennaio più di 100000 persone si unirono alla processione funebre verso il cimitero di Neuilly in segno di protesta pubblica guidata dall'attivista politico Auguste Blanqui.
Nel processo successivo all'omicidio Pierre Bonaparte fu dichiarato non colpevole: il verdetto causò un'enorme reazione popolare, che sfociò in diverse dimostrazioni violente le quali aprirono la strada alla caduta del regime dell'imperatore, avvenuta il 4 settembre 1870.

### Tomba
In seguito all'avvento della Terza Repubblica, il corpo di Victor Noir fu spostato nel cimitero di Père-Lachaise a Parigi. Una statua bronzea a grandezza naturale raffigurante Noir sdraiato e morente fu scolpita da Jules Dalou per decorare la sua tomba. La scultura presenta una certa protuberanza nei pantaloni, comunemente detta protubérance de son entrejambes, e ciò l'ha resa uno dei posti più frequentati del cimitero da parte delle donne. Il mito dice che strofinando la protuberanza, le labbra e i piedi della statua si avrà un aumento di fertilità e una vivace vita sessuale. Era stata anche innalzata una protezione intorno alla statua per evitare ulteriori deterioramenti, ma fu poi rimossa.

## Memoria
Nel 1938, in La nausea, dove i luoghi urbani reali (parigini e normanni) vengono trasformati, Jean-Paul Sartre scrive: «Vedo dalla mia finestra, all'angolo del boulevard Victor-Noir, la fiamma rossa e bianca del Rendez-vous des cheminots», immaginando un odonimo che rende omaggio al giornalista.